# Somos (Perú)
Somos es un magacín familiar lanzado por el diario peruano El Comercio el 16 de diciembre de 1986.Se funda para que el diario contase con una revista gratuita que lo acompañe los sábados. Se destaca en cubrir temas de actualidad, tanto locales como internacionales, pero básicamente busca cubrir historias cercanas al público de El Comercio.

## Diferencial
Somos es conocida por la calidad de sus fotografías. Es uno de los productos abanderados del país en cuanto a calidad fotográfica y la primera producción peruana en buscar que sus fotografías tengan una calidad internacional. Destacados fotógrafos del medio publicaron sus trabajos en la revista.
Más allá de la calidad de su fotografía, algunas portadas generaron polémicas. La línea de la revista le permite trabajar con personajes polémicos y sacarlos de su contexto. También descubrió a personajes como Sofía Mulanovich, quien fue portada a los 8 años, Olenka Zimmermann cuando empezaba a modelar. Asimismo, publicaron la última entrevista al poeta peruano Antonio Cisneros antes de su fallecimiento. La única entrevista que dio la primera dama Pilar Nores anunciando su separación de Alan García Pérez fue publicada por la revista.

## Estilo
El estilo de la revista es coloquial. Mientras que El Comercio es uno de los diarios más formales del medio, Somos es la ala más liberal. No solo por su eje temático, que le permite abordar todo tipo de contenido, sino también por el lenguaje que utiliza (humor, sarcasmo, crítica social). Si bien no es una revista de noticias, ofrece al público contenidos que no encuentran en otro lado, con una mirada diferente a lo que se encuentra en otros medios.

## Colaboradores conocidos
- Rocío Silva-Santisteban
- Olenka Zimmermann
- Pedro Suárez-Vértiz
- Fernando Ampuero
- María Luisa del Río
- Patricia del Río
- Carlos Galdós
- Rafo León
- Beto Ortiz
- Renzo Uccelli (fotógrafo)

## Ediciones especiales
- Orientación vocacional (4 veces al año)
- Somos Playa (3 veces al año, durante la temporada de verano)